# Sprogtab
 Ikke at forveksle med Sprogdød.
Sprogtab er processen hvorved man mister et sprog som modersmål. Denne proces sker normalt som følge af isolation fra andre talere af sproget som modersmål ("L1") og tilegnelsen af, og regelmæssig brug af, et andetsprog ("L2"), som forstyrrer den korrekte produktion og forståelse af modersmålet. Denne form for interferens fra et andetsprog opleves sandsynligvis til en vis grad af alle flersproglige personer, men ses tydeligst hos dem hvor andetsproget er begyndt at indtage en vigtig, eller ligefrem dominerende, rolle i hverdagslivet. Dette ses ofte hos indvandrere, der rejser til lande hvor sprog, der er fremmede for dem anvendes.
Til tider forveksles ordet med den overordnede tendens af et nedgående antal talere af et sprog, som kollektivt sprogtab medfører, når det kommer til truede sprog, omend den korrekte betegnelse for dette er sprogdød.